# Valère van den Bogaerde
Pour les articles homonymes, voir van den Bogaerde.
Valère Jules Émile van den Bogaerde, né le 9 mai 1855 et mort le 21 octobre 1904, est un homme politique belge.

## Mandats et fonctions
- Bourgmestre d'Izegem : 1900
- Membre du Conseil provincial de Flandre-Occidentale : 1838-1843
- Membre de la Chambre des représentants de Belgique : 1900-1904

## Sources
- P. Van Molle, "Het Belgisch parlement", p. 336.

- Ressource relative à plusieurs domaines :   - ODIS